# Huangpu
Pour les articles homonymes, voir Huangpu (homonymie).
Le Huangpu (黄浦江 ; pinyin : huángpŭ jiāng ; littéralement « fleuve de la rive jaune ») est un fleuve chinois qui traverse Shanghai. Il est large en moyenne de 400 mètres pour une profondeur de 9 mètres. C'est le dernier affluent situé sur la rive droite du Yangzi Jiang à moins de 50 km de la Mer de Chine orientale.
Il était jadis parfois désigné en français, comme dans d'autres langues européennes, sous le nom de Whampoa (prononciation cantonaise justifiée par l'île et du district du même nom), notamment à l'époque des concessions.

## Géographie
Il est la principale source d'eau de la ville de Shanghai (l'eau n'étant pas potable) et de sa population de 17 millions d'habitants en 2006. Il sépare la ville en deux quartiers : Pudong à l'est et Puxi à l'ouest.
Il borde le quartier financier de Lujiazui et le Bund, tout en passant également à Jiaxing.